# Třída Sjöormen
Třída Sjöormen je třída dieselelektrických ponorek postavených pro Švédské námořnictvo. Nesla též označení typ A12. Švédské námořnictvo v letech 1968–1997 provozovalo celkem pět jednotek této třídy. Mezi jejich hlavní úkoly patřil průzkum a obrana pobřeží země v mělkém Baltském moři. Švédské námořnictvo je vyřadilo v 90. letech. Všechny ponorky byly následně prodány do Singapuru. Představují první singapurské ponorky. Čtyři byly zařazeny do služby jako třída Challenger a pátá byla využita na náhradní díly. Singapur vyřadil první pár ponorek roku 2015 a druhý pár roku 2024.

## Stavba
Stavba pěti ponorek této třídy byla schválena roku 1961. Ponorky zkonstruovala švédská loděnice Kockums. Postaveno bylo celkem pět jednotek. Tři z nich postavila přímo loděnice Kockums v Malmö a další dvě loděnice Karlskronavarvet v Karlskroně. Do služby vstoupily v letech 1968–1969.
Jednotky třídy Sjöormen:
| Jméno            | Loděnice         | Založení kýlu | Spuštěna        | Vstup do služby   | Osud                                                                                   |
| ---------------- | ---------------- | ------------- | --------------- | ----------------- | -------------------------------------------------------------------------------------- |
| Sjöormen (Sor)   | Kockums          | 1965          | 25. ledna 1967  | 31. července 1968 | Od roku 1997 provozována singapurským námořnictvem jako RSS Centurion. Vyřazena 2015.  |
| Sjölejonet (Sle) | Kockums          | 1965          | 29. června 1967 | 16. prosince 1968 | Od roku 1997 provozována singapurským námořnictvem jako RSS Conqueror. Vyřazena 2024.  |
| Sjöbjörnen (Sbj) | Karlskronavarvet | 1966          | 9. ledna 1968   | 28. února 1969    | Od roku 1997 provozována singapurským námořnictvem jako RSS Challenger. Vyřazena 2015. |
| Sjöhunden (Shu)  | Kockums          | 1966          | 21. března 1968 | 25. června 1969   | Od roku 1997 provozována singapurským námořnictvem jako RSS Chieftain. Vyřazena 2024.  |
| Sjöhästen (Shä)  | Karlskronavarvet | 1966          | 6. srpna 1968   | 15. září 1969     | Vyřazena. Roku 1997 předána Singapuru na náhradní díly pro ostatní ponorky.            |

## Konstrukce

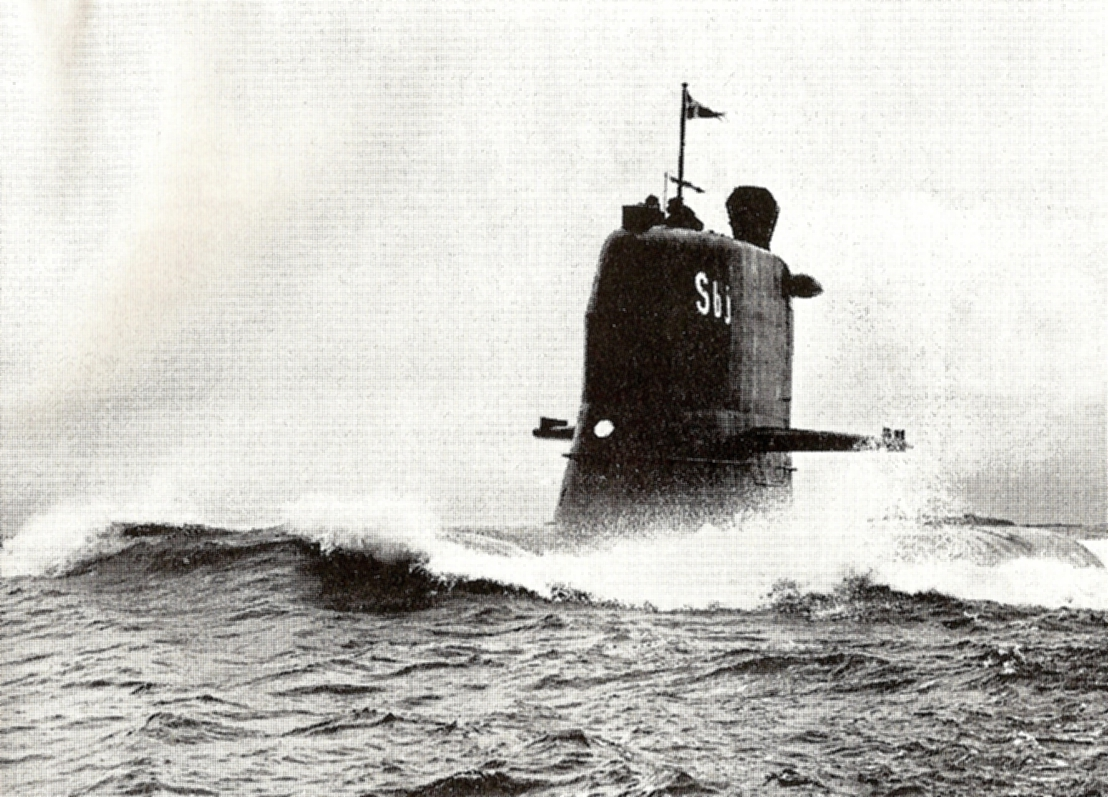
Sjöbjörnen na snímku publikovaném roku 1969

Ponorky mají jednotrupovou konstrukci se dvěma palubami. Trup má kapkovitý tvar (poměr délky k šířce 8:1) a je dimenzován pro operační hloubku ponoru 150 metrů (nejvyšší 250 metrů). Jasná je inspirace americkou ponorkou USS Albacore (AGSS-569. Hloubková kormidla jsou na velitelské věži a záďová kormidla jsou uspořádána do tvaru X, což ponorkám dává dobré manévrovací schopnosti v mělkých vodách. Po dokončení nesly vyhledávací radar Terma, sonar a bojový informační systém IBS-A12. V letech 1984–1985 ponorky dostaly nový bojový informační systém IBS-A17 a sonarový komplex Krupp-Atlas CSU-83. Později byl ještě instalován nový sonar Plessey-Hydra.
Výzbroj tvoří čtyři 533mm torpédomety a dva 400mm torpédomety. Neseno je 10 těžkých 533mm torpéd, určených k ničení lodí a  čtyři lehká 400mm torpéda k ničení ponorek. Všechna torpéda jsou naváděna po vodiči. Alternativně mohou nést námořní miny. Pohonný systém tvoří dva diesely Hedemora-Pielstick 12PA-4 o výkonu 2200 hp a jeden elektromotor ASEA o výkonu 1500 hp, pohánějící jeden pětilistý lodní šroub. Nejvyšší rychlost dosahuje 15 uzlů na hladině a 20 uzlů pod hladinou.

## Zahraniční uživatelé

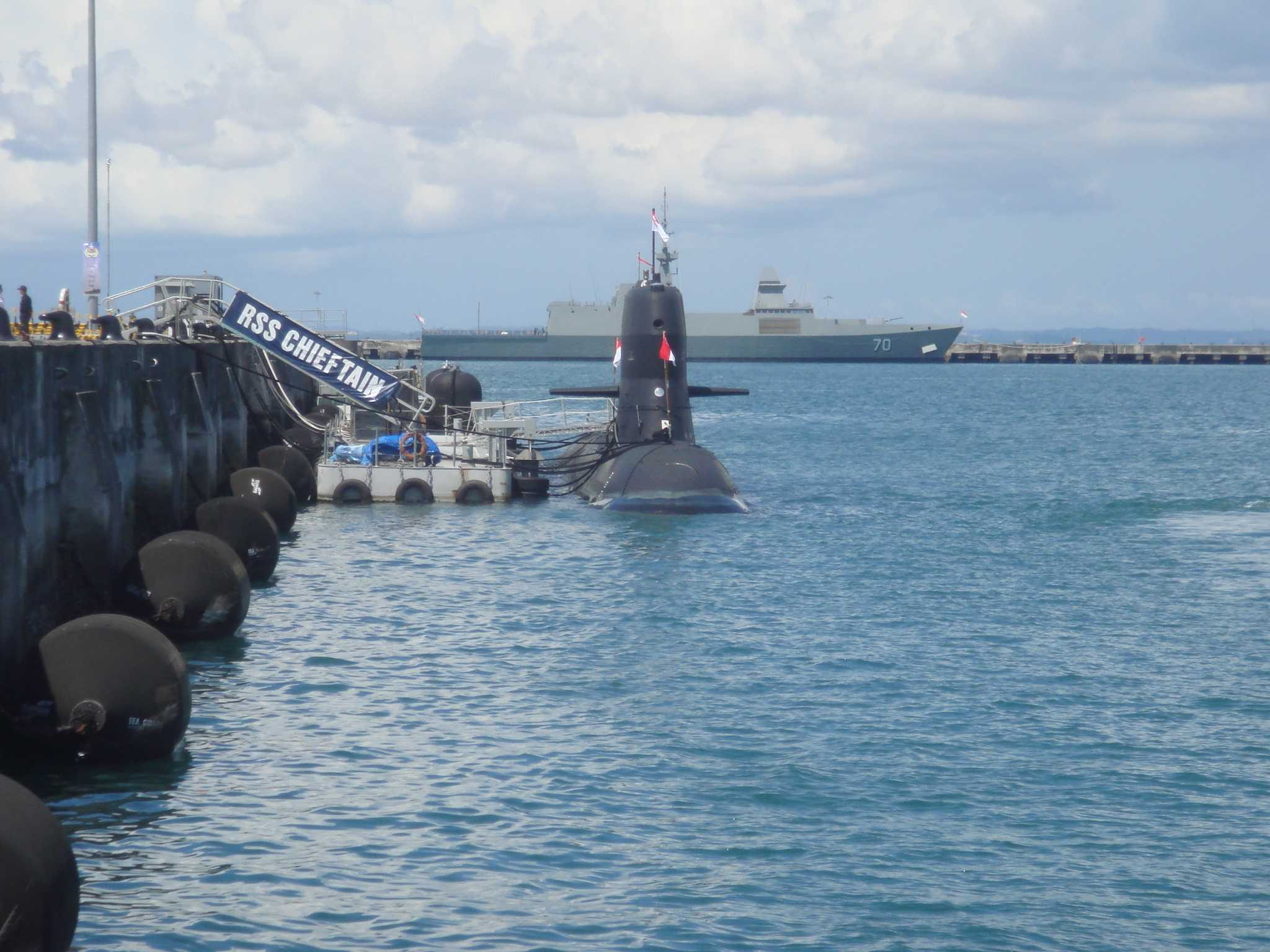
Chieftain (ex Sjöhunden) v roce 2007

- Singapur Singapurské námořnictvo – roku 1996 odkoupilo vyřazené ponorky Sjöormen, Sjölejonet, Sjöbjörnen a Sjöhunden (poslední slouží jako zdroj náhradních dílů), které nechalo modernizovat loděnicí Kockums a následně je zařadilo do služby jako Challenger, Centurion, Conqueror a Chieftain. Součástí modernizace byla úprava ponorek pro provoz v tropických vodách. Sjöormen se tak stala vůbec první ponorkou singapurského námořnictva. Všechny čtyři ponorky jsou stále v aktivní službě.[4] Ve službě je nahradí ponorky typu 218SG.